# Kreuzkirche Hirschegg

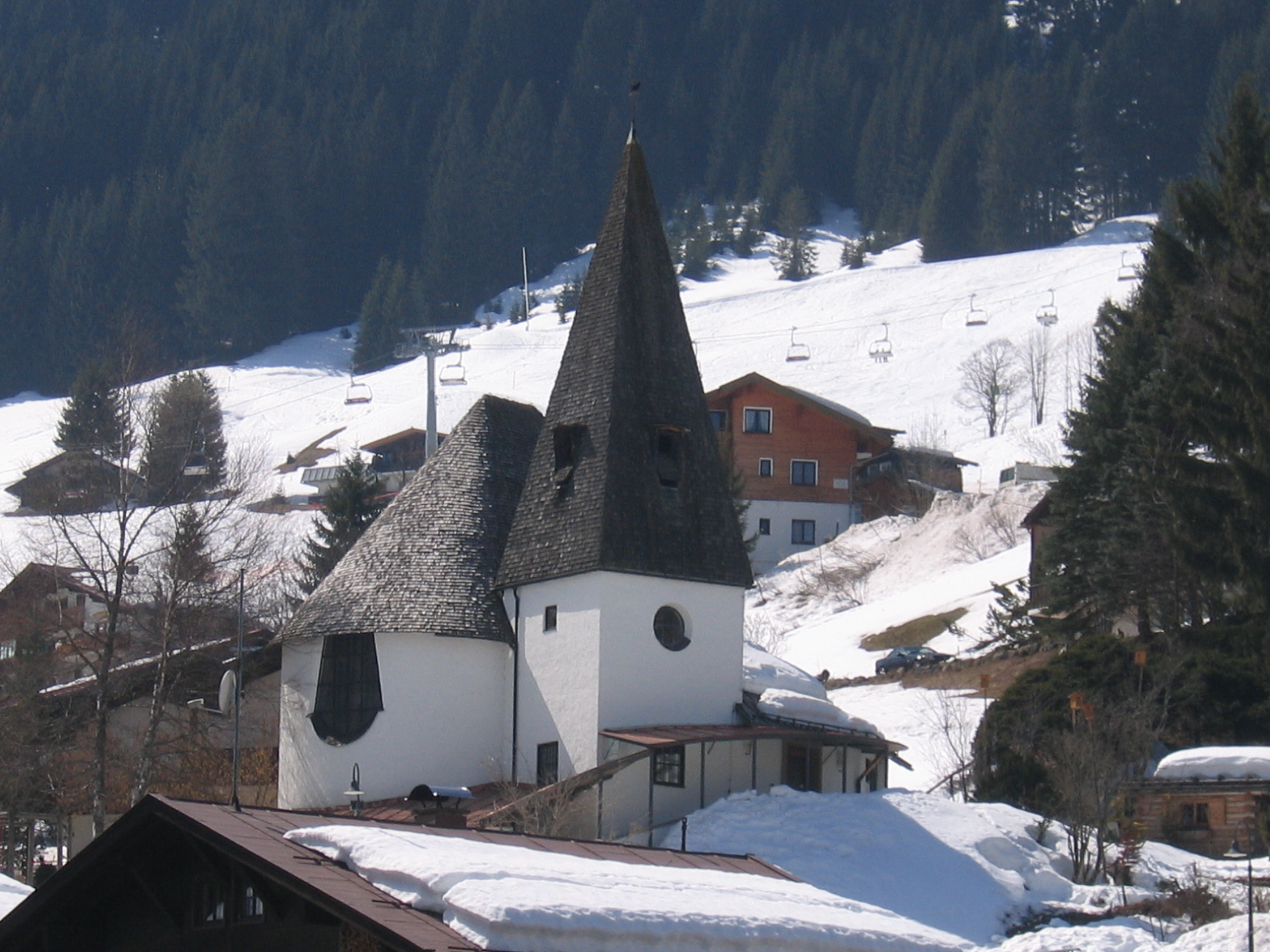
Kreuzkirche in Hirschegg

Die Kreuzkirche Hirschegg ist eine evangelisch-lutherische Kirche im Kleinwalsertal in der Gemeinde Mittelberg im Ort Hirschegg mit einem asymmetrisch geschnittenen, annähernd eiförmigen Grundriss.

## Geschichte
Die ersten Gottesdienste wurden 1925 im Sanatorium Dr. Backer in der Schwende in Riezlern gehalten. Im Zuge des Anschlusses von Österreich an Hitler-Deutschland wurde 1939 die Kirchengemeinde von der Kreuzkirche am Ölrain in Bregenz gelöst und als Vikariat der Christuskirchengemeinde Oberstdorf zugeteilt. Weil ab 1940 in nichtgemeindeeigenen Räumlichkeiten Gottesdienste verboten waren, wurde ein Betsaal in einer ehemaligen Schreinerwerkstatt am Zwerenbach in Riezlern im jetzigen Schullandheim Schwäbisch Gmünder-Haus eingerichtet und geweiht. Die Zahl der evangelischen Gläubigen nahm im Zweiten Weltkrieg stark zu und wurde durch Flüchtlinge nach 1945 weiter vergrößert, sodass im Jahr 1949 ein Kirchenbauverein gegründet wurde.
Die österreichische Vikariatskirche gehört zur Mutterpfarre Christuskirche Oberstdorf und ist im Dekanat Kempten des Kirchenkreises Augsburg der Evangelisch-Lutherischen Kirche in Bayern eingebunden.

## Kreuzkirche

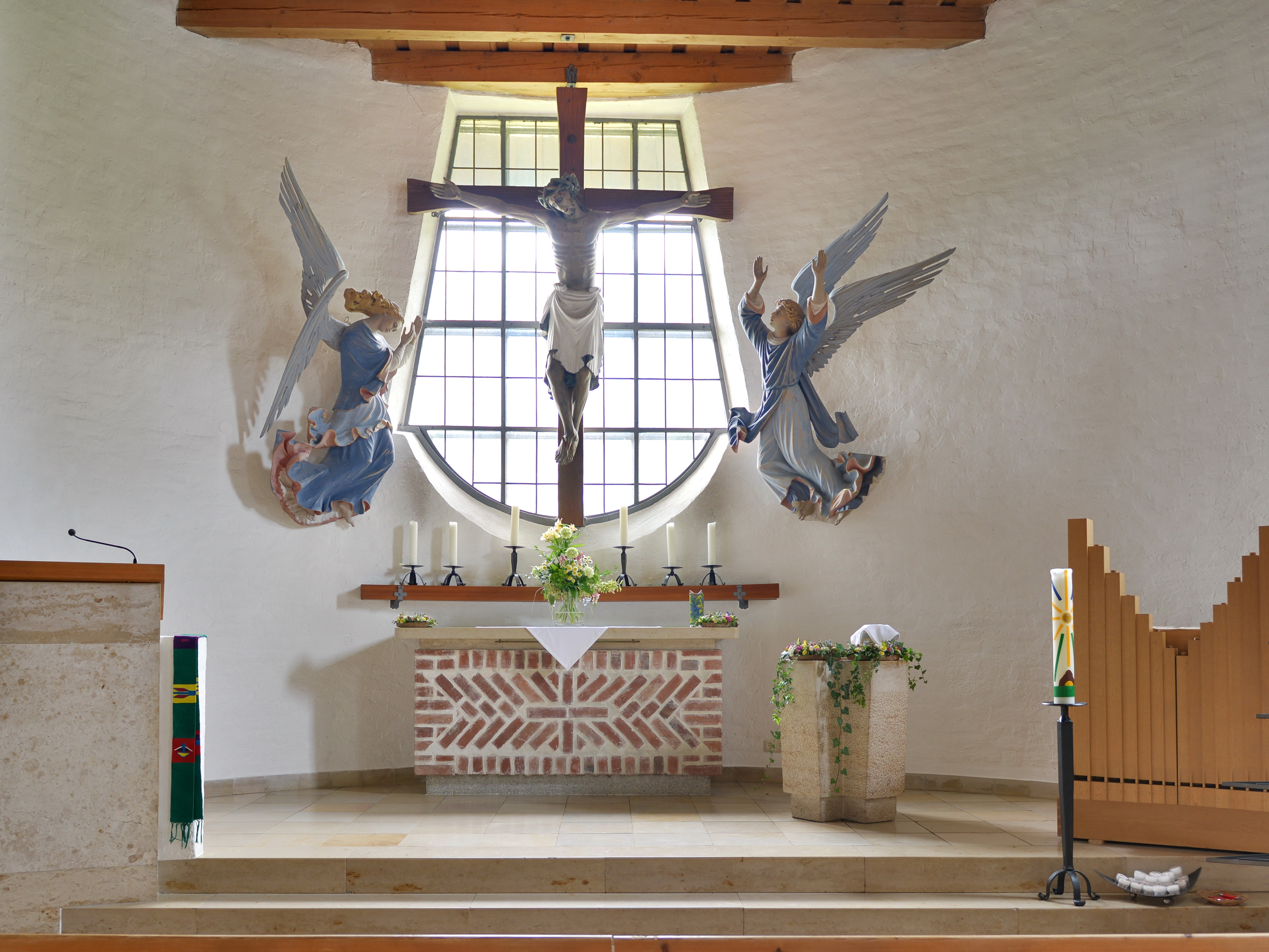
Kruzifix und zwei Engel von Andreas Schwarzkopf

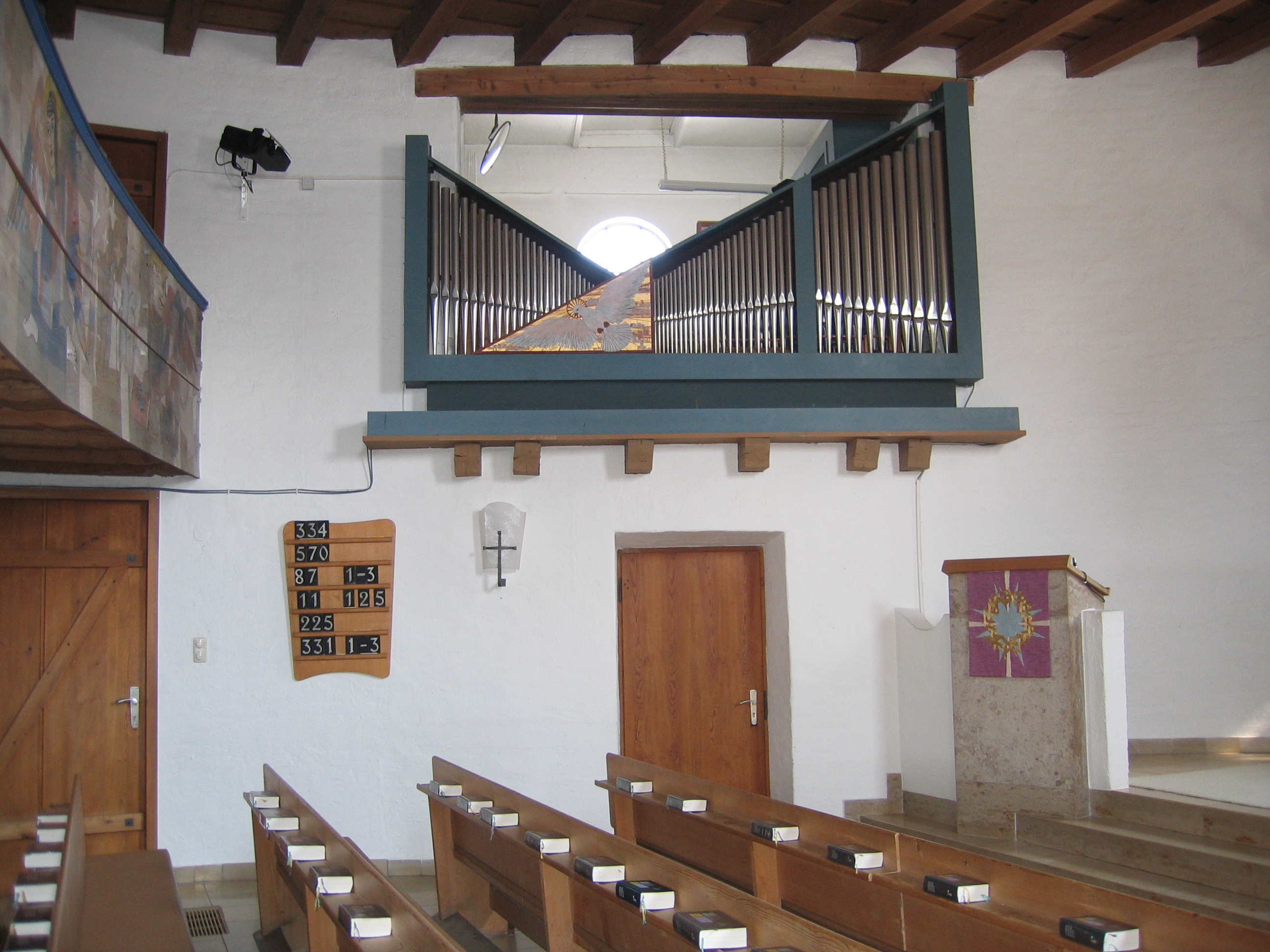
Orgel von Paul Ott

Die Kirche steht in Hanglage im Norden von Hirschegg und wurde von 1952 bis 1953 nach den Plänen des Architekten Gustav Gsaenger unter der örtlichen Bauleitung des Architekten Fritz Horle aus Obersdorf errichtet. Neben dem annähernd eiförmigen Kirchenschiff unter einem Walmdach steht angebaut ein eckiger Turm mit Zeltdach. Sakristei und Vorhalle sind unter einem Pultdach. Der Gemeinderaum im Untergeschoß und der Betraum mit Sakristei im Erdgeschoß haben jeweils eine Vorhalle.
Der Betraum hat eine flache Holzbalkendecke. Das Kruzifix und zwei Engel beim Altar sind 1953 von dem Bildhauer Andreas Schwarzkopf aus Ruhpolding geschaffene Werke mit einer Fassung der Malerin Angela Gsaenger. Auch das Gemälde der Evangeliensymbole an der Emporenbrüstung malte Angela Gsaenger ebenfalls 1953.
Im Jahr 1960 wurde die Kirche baulich vergrößert. Die Orgel mit 13 Registern baute 1961 die Orgelbauwerkstatt Ott aus Göttingen. Im Jahr 1962 wurden ein Pfarrhaus und ein Mesnerhaus an die Kirche angebaut.
Nahezu baugleiche Kirchen mit ebenfalls eiförmigem Kirchenschiff stehen im Ortsteil Wommelshausen der Gemeinde Bad Endbach seit 1965, im Ortsteil Gauselfingen der Stadt Burladingen und eine weitere in Bodenmais mit der Johanneskirche.